# Nyabusunzu
Nyabusunzu är ett periodiskt vattendrag i Burundi.   Det ligger i provinsen Makamba, i den södra delen av landet, 110 km söder om huvudstaden Bujumbura.
Omgivningarna runt Nyabusunzu är en mosaik av jordbruksmark och naturlig växtlighet. Runt Nyabusunzu är det ganska tätbefolkat, med 172 invånare per kvadratkilometer.